# Épisodes des Blagues de Toto
Cet article présente les épisodes du dessin animé français Les Blagues de Toto.

## Liste des épisodes

### 01 - Histoire de foot
Toto ne lâche jamais son ballon de foot et quand il doit réviser son histoire de France pour lundi, son père le lui confisque...

### 02 - La photo à Toto
Aujourd'hui, c'est la photo de classe, et le père de Toto fait tout pour qu'il aille à l'école avec des habits bien propres... 

### 03 - La visite médicale
Aujourd'hui, c'est la visite médicale à l'école, et quand Olive dit à Toto qu'il y aura une prise de sang, Toto fait tout pour éviter ça...

### 04 - Le planeur d'Igor ne répond plus
Toto a invité Yassine et Igor pour faire un exposé sur les avions. Igor amène une splendide maquette d'avion pour les aider à leur exposé. En essayant de le faire voler, Toto le fait atterrir chez Mr. Willy, son horrible voisin au caractère épouvantable. Pour éviter de se faire manger par ce "Croque-mitaine", Toto, Yassine et Igor vont trouver maintes solutions pour le récupérer…

### 05 - Toto tous risques
Jérôme en a plus que marre que son fils laisse trainer ses jouets partout dans leur appartement. Il décide de le faire comprendre qu'il faut pouvoir éviter de se faire mal grâce à un dictionnaire sur les risques.

### 06 - Toto 20/20
Jérôme aide Toto à son devoir et récolte un 20/20. Mlle Jolibois décide de le mettre au premier rang près d'Igor pour qu'il devient une "grosse tête comme elle les aime".

### 07 - Pauvre ballon
Yassine reçoit un ballon dédicacé par Trésigout, un grand footballeur. En jouant avec Toto, il atterrit sur le bocal à grenouilles de Mlle Jolibois, pour son cours de sciences. Tous les élèves présents dans la cours les rattrapent et Toto essaye de cacher le ballon qui l'a perché dans l'arbre avec les gilets et les pulls des enfants essayant de rattraper les grenouilles. Mais pour récupérer le ballon et les vêtements, Mme. Pêchoton, la directrice de l'école, veut faire appel à l'élagueur pour couper l'arbre ; les enfants ne veulent pas que "Momo" (le nom de leur arbre) soit rasé, ils décident de faire une révolution contre ça.

### 08 - Toto mobile
Toto et Olive doivent faire un mobile et un exposé sur le système solaire pour leur cours sur les huit planètes du système solaire...

### 09 - La fête à Toto
Toto veut aller à la fête foraine. Son père veut bien à condition qu'il soit sage pendant deux jours. Il fait tout son possible pour tenir, mais quand il doit aider Olive à décrocher son sac accroché au panier de basket à cause de Jonas…

### 10 - Demain est un autre jour
La classe de Toto va aller sur Mars, ce dernier, Yassine et Olive font un exposé avec comme sujet « Comment imaginez-vous la vie sur Mars ? ».

### 11 - Toto l'artiste
Toto se découvre un talent pour la poterie et la sculpture.

### 12 - La nuit d'horreur
Toto et Yassine veulent à tout prix voir le film d'horreur qui passe ce soir là, mais la grand-mère de Toto, qu'elle garde ce soir avec son grand-père, le lui en empêche. Il va donc tout faire pour pouvoir le voir quand même. Ils réussissent finalement qu'à voir un petit extrait et leur nuit est vraiment horrible.

### 13 - Une espionne à l'école
Toto et ses copains surprennent Mme Pêchoton (la directrice) et Mme. Blanquette (la concierge) préparer l'« opération Bardaf » qui est en fait un jeu d'elles testent pour l'offrir à Igor, qui est le fils de Mme Pêchoton, et pour le neveu de Mme Blanquette. Toto croit que c'est pour faire exploser l'école et qu'il y a une bombe sur le disque à cause d'une puce...

### 14 - Toto plâtré
Jonas se casse le bras en skate, et devient la star de l'école. Toto trouve ça injuste et décide de se fabriquer un faux plâtre avec de la pâte à sel. Il devient tout aussi populaire que Jonas, jusqu'à ce que Toto se casse la jambe, pour de vrai...

### 15 - Lonesome Toto
Sylvie doit emmener Nini, la petite sœur de Toto chez le docteur et n'a pas de baby-sitter pour garder Toto et Olive, qui attendent leurs amis pour une soirée pyjama. Sa mère demande donc à leur voisin Mr. Willy de les garder. Mais quand tu demandes à Mr. Willy de garder des enfants...

### 16 - Rendez nous Bruno!
Toto surprend Mme Pêchoton dire que Bruno, le régisseur, va partir, mais il s'est trompé. Lui et ses amis vont faire plein de bêtises pour qu'il reste.

### 17 - Mon père ce héros
Toto veut que son père l'emmène au musée d'art contemporain avec sa classe, mais celui-ci refuse. Toto prétend qu'ils vont à une fête foraine et le place devant le fait accompli. Au musée, son père ne connaît aucune des œuvres et décide de tout inventer.

### 18 - L'escapade secrète
Toto renverse accidentellement le jus d'orange d'Olive sur le devoir de maths de cette dernière à cause de Jonas qui a volé son cake sans poire. Olive reçoit donc le premier 0 de sa vie. Comme elle en veut terriblement à Toto, il va devoir lui acheter des fleurs pour se faire pardonner...

### 19 - La tête à Toto
Toto veut à tout prix avoir du gel pour gagner le concours de la meilleure coiffure.

### 20 - Le distributeur
Mr. Willy installe un distributeur d'en-cas équilibré dans la cour de l'école, mais Toto est sûr que c'est encore un piège, décide donc de faire goûter une des barquettes de compote de reinettes (qu'Arnold appelle "Compote de grenouille") à Kiki, l'horrible bouledogue du concierge de l'immeuble de Yassine.

### 21 - Poulet pédagogique
Toto veut s'occuper de Aglaé, la poule de Mlle Jolibois pour avoir une bonne note et aller au parc Mr. Incorrigible avec sa grand-mère pour le week-end.

### 22 - Le prix de la solidarité
Igor casse une vitre en jouant au ballon et Mme. Blanquette accuse Toto à sa place. Igor devient donc la risée de sa classe et essaye de tout faire pour se rattraper.

### 23 - Une dent contre Toto
Toto veut à tout prix échapper à son rendez-vous chez le dentiste et aller au cinéma pour aller voir Mr. Incorrigible 2...

### 24 - La chaîne alimentaire
En pêchant avec son beau-père, Toto pêche un adorable petit poisson, et décide de l'adopter et de l'appeler Bubulle...

### 25 - Quand je serai grande
En fouillant dans son garage, Toto découvre une carte : Ma liste de quand je serai grande appartenant à une certaine petite Sylvie qui n'est autre que sa mère.

### 26 - Une dame dans le salon
Toto veut un chien et son père ramène Séraphine, sa cousine à la maison pour faire ses cours pour être vétérinaire, son père dit que s'il s'occupe bien de Séraphine, il pourra s'occuper d'un chien à la suite...

### 27 - Papa de Carnaval
C'est la fête des fous et Toto veut jouer le père, et ce dernier, jouer Toto...

### 28 - Les apprentis sorciers
Toto et son grand-père paternel font d'étranges expériences et mettent la maison de sens-dessus-dessous.

### 29 - Le fantôme des toilettes
Toto et Yassine regardent le film Kratspik le fantôme des toilettes et sont persuadés qu'il se trouve dans l'école...

### 30 - C'est la révolution!
Toute la ville fait une révolution contre le papier et l'électricité gâché.

### 31 - La super rédaction!
Toto, Olive, Yassine et Jérôme parent faire du camping pour leur rédaction et restent bloqués là-bas parce que Toto n'a pas coupé le moteur.

### 32 - La déco selon Toto
Sylvie veut changer de décoration dans sa maison et Toto veut s'en charger...

### 33 - Correspondant, poil aux dents
Les correspondants de tous les élèves arrivent. Le correspondant de Toto s'appelle Thierry de la Voilière, dit "Titi", vient de la ville de Saint-Germain-en-Laye et est presque pareil à lui : un habit blanc et la même coupe de cheveux mais en noir. Il va donc apprendre à son nouvel ami plein de blagues et des bêtises...

### 34 - Nom de code: F.A.B.R.I.C.E
Ça va être la Saint Fabrice et Toto veut lui faire un cadeau, tout est raté et il remplace tout par une chanson de marins.

### 35 - La plus grande trouille
À la fête foraine, Toto, Yassine et Arnold font le manoir hanté. Yassine a peur et fait une fugue. Lui et Jérôme disparaissent et Toto et Arnold se mettent à leur recherche.

### 36 - Le grand jour de fou
Toto revient sur la naissance de sa petite sœur Nini et le lui la raconte pour essayer de l'endormir. 

### 37 - Ma série à tout prix
Toto veut tout faire pour voir le premier épisode de Mr Incorrigible mais il ne peut pas pour toutes les raisons suivantes : Chez lui (la télé est en panne), chez Yassine (Kenza, la mère de Yassine regarde déjà la télé (une émission sur les plantes et les fleurs), chez Jonas (on lui a interdit la télé pour avoir laissé sa petite sœur jouer avec des feutres et en a mis sur les murs), chez son grand-père (il téléphonait à un ami et les enfants n'entendait rien), chez Arnold (sa petite sœur regarde un dessin animé et quand il change de chaîne, elle se met à pleurer), chez Justine (sa mère lui interdisait d'ouvrir à qui que ce soi), chez Junior (il y avait des travaux sur son toit et donc la télé avait une mauvaise qualité d'image) et dès qu'ils réussissent à trouver une télé pour regarder l'épisode (chez le concierge de l'immeuble de Yassine), l'épisode est fini. En rentrant chez lui, son père lui annonce que la télé remarchait (un fil était débranché) et qu'il lui avait enregistré l'épisode au cas où.

### 38 - Joyeux Yassineversaire!
Ce sont les derniers jours avant les vacances d'été. Toto et sa bande sont très content; sauf Yassine qui n'a vraiment pas de chance : son anniversaire tombe pile pendant les vacances, et ne peut donc pas fêter son anniversaire avec ses amis. Tout le monde décide de lui faire un cadeau avant son départ.

### 39 - Week-end au vert
Si Toto rapporte un bel herbier à sa maîtresse, lui et sa classe irons faire une sortie dans les bois. Il rapporte un magnifique herbier grâce à Stan LaFleur, essayant d'échapper à un cerf.

### 40 - Toto se jette à l'eau
Toto promet à ses amis de faire une Torpille (figure de plongeon) pendant le prochain cours de sport, à la piscine. Mais il n'a encore jamais mis la tête sous l'eau...

### 41 - Trolls de Toto
Toto joue avec ses figurines de troll et veut jouer à un jeu vidéo en classe.

### 42 - Sortie fatale
Le chien du concierge du pauvre Yassine le traque et son maître et évidemment du côté de son horrible chien. Le père de Toto trouve que c'est un "bon gros toutou qui a besoin de calme" alors qu'il cherche le contraire. Mais Toto a une idée : il va faire punir Yassine pour qu'il arrive en retard au r-v de carnage...

### 43 - Comment je m'appelle
Toto arrive en retard une fois de plus. Sa maîtresse, folle de rage, rajoute à lui un devoir supplémentaire et doivent faire un exposé pour dirent d'où viennent leurs noms. Mais quand Toto apprend que le sien est celui du chien dans Le Magicien d'Oz et du lapin de son père étant petit, il décide d'inventer un nouveau personnage de son nom...

### 44 - Toto et le baby-sitting
Toto fais du baby-sitting à sa sœur pendant que ses parents sont absents, qui sait, tout peut être tourné bien...

### 45 - L'inspecteur d'académie
Toto et sa classe vont au théâtre pour voir Cyrano de Bergerac. En pleine scène, il veut aller aux toilettes et se trompe de porte, il a pris celle pour se retrouver en scène et...il s'est retrouvé sur scène. Accablée par cet effet, sa maîtresse décide de le mettre dans une autre classe. Ne supporte pas cette idée de changer de classe et se retrouver dans celle de Mr. Loyal, un professeur très sévère, il décide de devenir bon élève pour la visite de l'inspecteur d'académie et pour retrouver sa classe.

### 46 - La traversée du dessert
Toto est privé de dessert pour avoir mangé le chocolat que son père lui a préparé pour l'école. À l'école, il est privé de cookie pour avoir mis des bonbons à la fraise dans la pate de leurs cookies.

### 47 - Il faut sauver Gigapuce
Justine veut bien prêter Gigapuce, sa souris, à Toto. Mais son père ne veut pas que Toto la garde et lui demande de la rendre à Justine. Mais celui-ci la perd et son abruti de père met des pièges partout. 

### 48 - C'est mathématique
Toto doit faire un devoir de mathématiques très dur sans être aidé. Mais quand elle a le dos tourné...

### 49 - Faux et usages de faux
Toto a eu un mauvais bulletin et essaye de le changer en mettant que des 10 partout pour aller jouer à Crac Car 2 au video Center. Mais quand sa mère veut le regarder avec deux bulletin, le bulletin avec des 10 et la copie du vrai bulletin désastreux, c'est la catastrophe.

### 50 - Un cadeau empoisonnant
Pour la St. Valentin, Jérôme offre à Claire des places pour aller voir Roméo et Juliette, mais Toto, lui, a déchiqueté les places, il doit trouver un autre cadeau... pas facile.

### 51 - Chevalier Toto
Pour la fin d'année, la classe de Toto va joueur une pièce de théâtre Grégoire Parchemin et c'est Arnold qui jouera le rôle-principale, celui du prince. Mais quand il tombe malade, Toto le remplace, mais ce n'est pas toujours facile d'apprendre un gros texte, il préférait finalement garder son rôle de départ, celui d'"ours de montreur d'ours"...

### 52 - L’élection du déglingué de classe
Toto se présente comme délégué de classe avec Jonas, Jonas défi Toto d’être le délégué, si Toto gagne, Jonas fera le tour de la cour de l'école en pyjama, si Jonas gagne, ce sera le contraire (Toto feras le tour de la cour de l'école en pyjama). Que le meilleur gagne !

## Sorties DVD
- Les Blagues de Toto Saison 1 Volume 1 contenant 3 DVD, dont 30 épisodes
- Les Blagues de Toto Saison 1 Volume 2 contenant 2 DVD, dont 22 épisodes
- Les Blagues de Toto Intégrale de la saison 1 contenant 5 DVD, dont 52 épisodes